# Renzo Compagna
Lorenzo Agostino Schiavonia Grazia Francesco Catello Antonio „Renzo“ Compagna (* 12. August 1893 in Castellammare di Stabia; † 27. November 1969 in Rom) war ein italienischer Fechter.

## Karriere
Compagna nahm 1924 an den Olympischen Spielen in Paris teil. Hier erreichte er im Degenfechten die Finalrunde und belegte dort den elften Rang.